# Kleinsporig plooirokje
Het  kleinsporig plooirokje (Parasola kuehneri) is een schimmel uit de familie Psathyrellaceae. Het leeft saprotroof op kleiïge, kale grond onder struiken of op grazige plaatsen, onder meer in krijthellinggraslanden.

## Kenmerken

### Uiterlijke kenmerken
De hoed is donkerbruin tot roodbruin en heeft een diameter van 35 mm. De hoed is met roodachtige tint bij jonge vruchtlichamen.

### Microscopische kenmerken
De sporen zijn bruin onder de microscoop, glad, hartvormig, subdriehoekig, met kiempore, 7,5-10 × 7-8 µm. De breedte van sporen is kleiner dan 7,8 µm. De basidia zijn 2 of 4 sporen met sterigmata tot 5 µm hoog. De cheilocystidia en pleurocystidia zijn aanwezig.  Cheilocystidia meten  (22-) 30-70 (-80) × 8,2-27,3 µm. De pleurocystidia meten 40-115 (-120) × 16,5-40 µm.

## Foto's

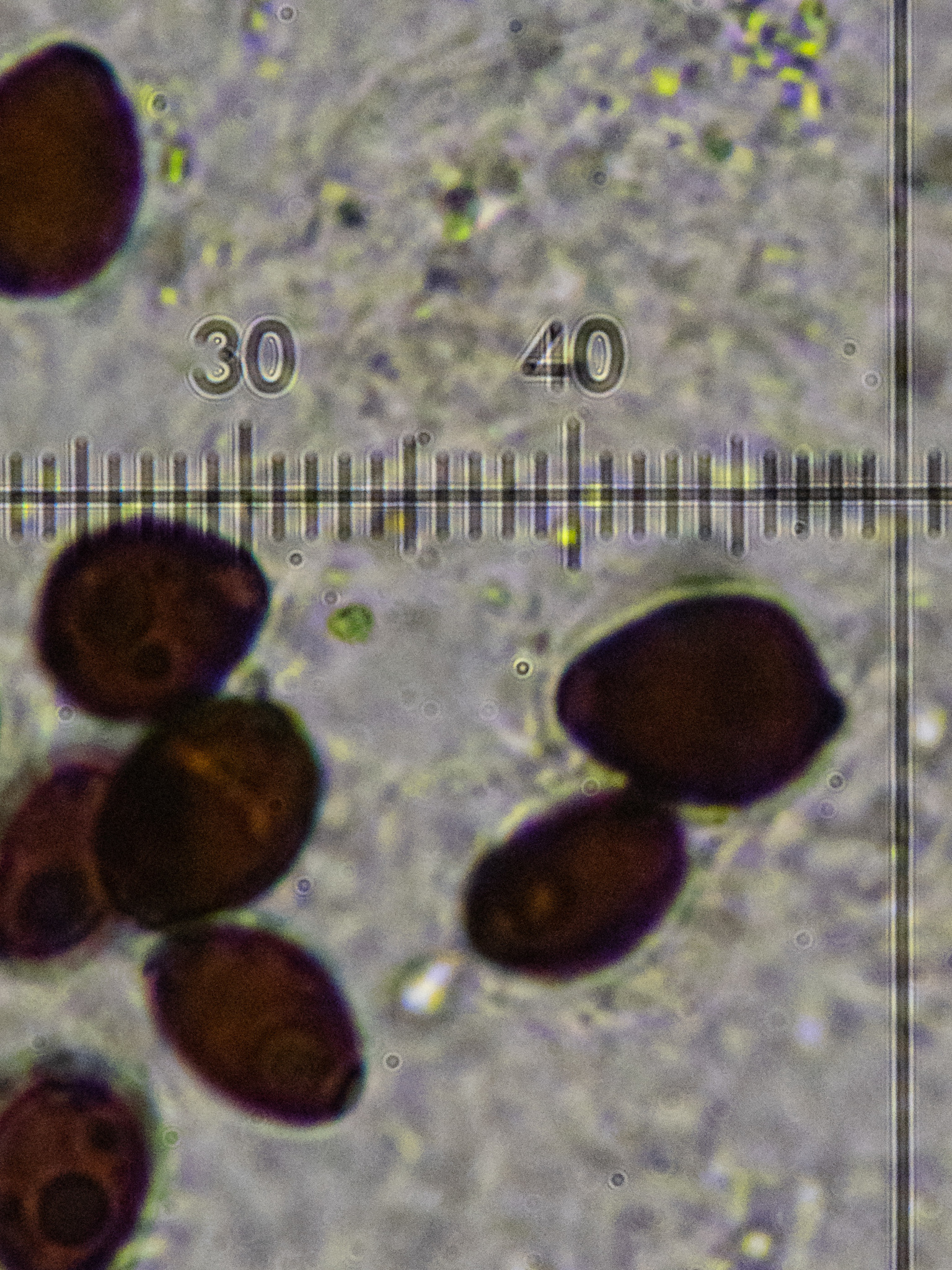
Sporen

## Verspreiding
In Nederland komt het kleinsporig plooirokje algemeen voor. Het is niet bedreigd en staat niet op de rode lijst.